# مخالب الباز
مخالب الباز أو الغودنيات أو الحَيجَنِيَّات (الاسم العلمي: Goodeniaceae)، فصيلة نباتات مُزهرة من رتبة النجميات. تحتوي الفصيلة على حوالي 404 نوعًا ضمن اثني عشر جنسًا. تنتشر أغلب أنواعه في أستراليا، باستثناء جنس سكايفولا (Scaevola)، وهو ينتشر في المناطق الاستوائية. توجد أنواعها في معظم أنحاء أستراليا، وهي شائعة بشكل خاص في المناخات القاحلة وشبه القاحلة.